# Ludwig VIII. (Bayern)
Der Wittelsbacher Ludwig VIII. der Bucklige (* 1. September 1403 in Paris; † 13. April 1445 in Ingolstadt), auch der Höckrige oder zur Unterscheidung von seinem Vater der Jüngere genannt, war in den Jahren 1438–1445 Herzog von Bayern-Ingolstadt.

## Herkunft und Kindheit

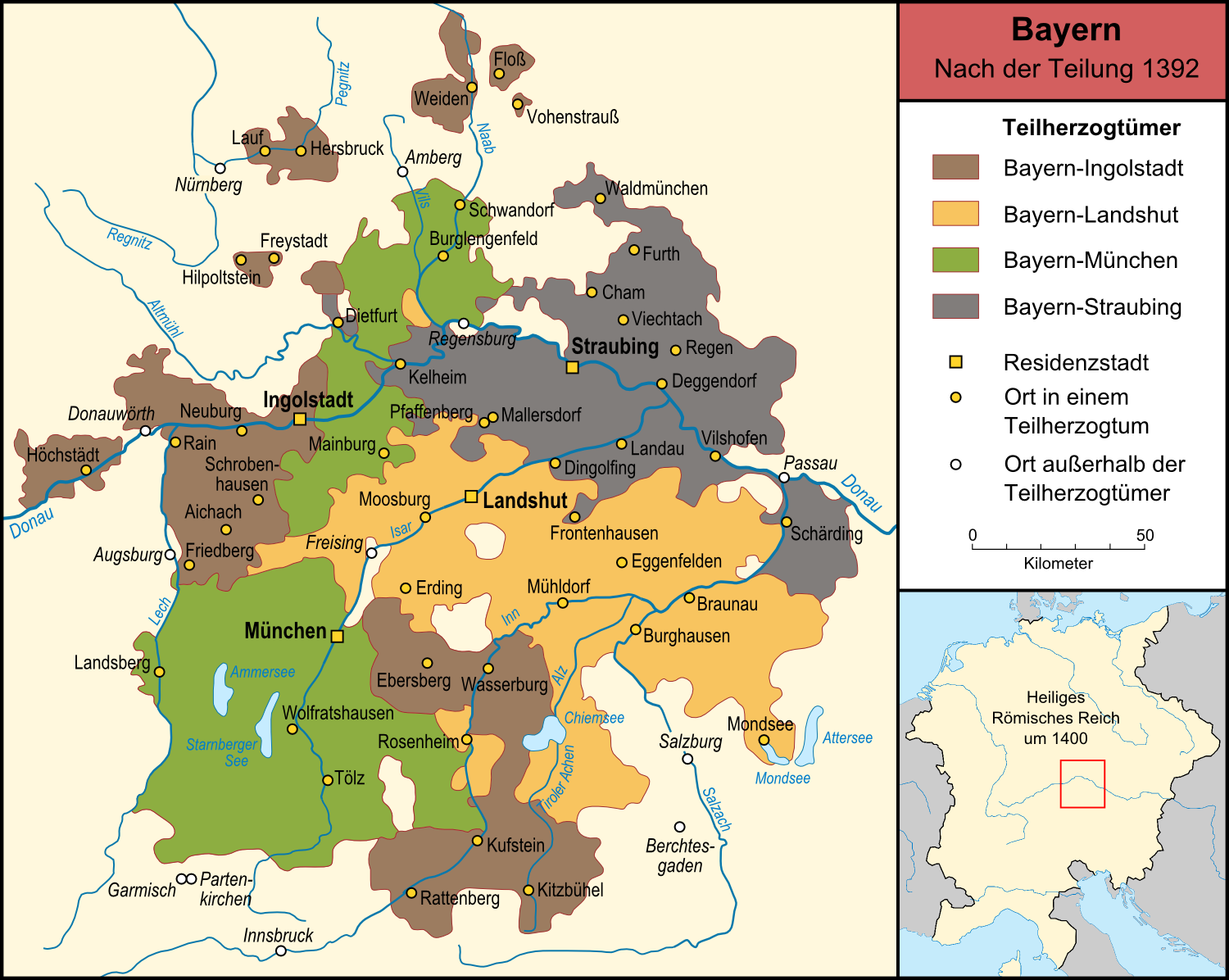
Die vier bayerischen Teilherzogtümer nach der Landesteilung von 1392

Ludwig VIII. war der einzige überlebende Sohn von Ludwig VII., dem Gebarteten, Herzog von Bayern-Ingolstadt, und Anna von Bourbon. Bei der Bayerischen Landesteilung von 1392 war Bayern unter den drei Söhnen Stephans II. in die Herzogtümer Bayern-Ingolstadt, Bayern-Landshut und Bayern-München geteilt worden; die dabei entstandenen drei Wittelsbacher Linien bekämpften sich in den folgenden Jahrzehnten hartnäckig gegenseitig, und die Protagonisten standen sich dabei zum Teil in unversöhnlichem Hass gegenüber. Bei diesem Familienzwist sah sich Bayern-Ingolstadt (zunächst unter Stephans II. Sohn Stephan III., nach dessen Tod 1413 unter Ludwig VII.) einer Koalition von Bayern-München (unter Stephans III. Bruder Johann II. und nach dessen Tod unter seinen Söhnen Ernst und Wilhelm III.) auf der einen und Bayern-Landshut (unter Stephans III. anderem Bruder Friedrich bzw. dessen Sohn Heinrich XVI.) auf der anderen Seite gegenüber.
Ludwig VII. zeichnete sich in diesem Streit durch ein machtbewusstes Vorgehen aus, wobei er durch seine Schwester Isabeau de Bavière bis in die hohe europäische Politik hinein aktiv war. Durch die Verheiratung mit ihrer Hofdame Anna von Bourbon versuchte Königin Isabeau ihre Hausmacht mit Hilfe ihres Bruders zu stärken. Der Streit mit den herzoglichen Vettern von Bayern-München und Bayern-Landshut erforderte jedoch die zunehmende Aufmerksamkeit Ludwigs VII., der 1413 nach dem Tod seines Vaters die Herrschaft im territorial zersplitterten Bayern-Ingolstadt übernahm. Seinen Sohn Ludwig hatte Ludwig VII. nach dem Tod der Mutter 1408 nach Bayern verbringen lassen. Die Beschwerlichkeiten der Reise fügten dem Fünfjährigen schweren Schaden, die „Höckerigkeit“, zu.

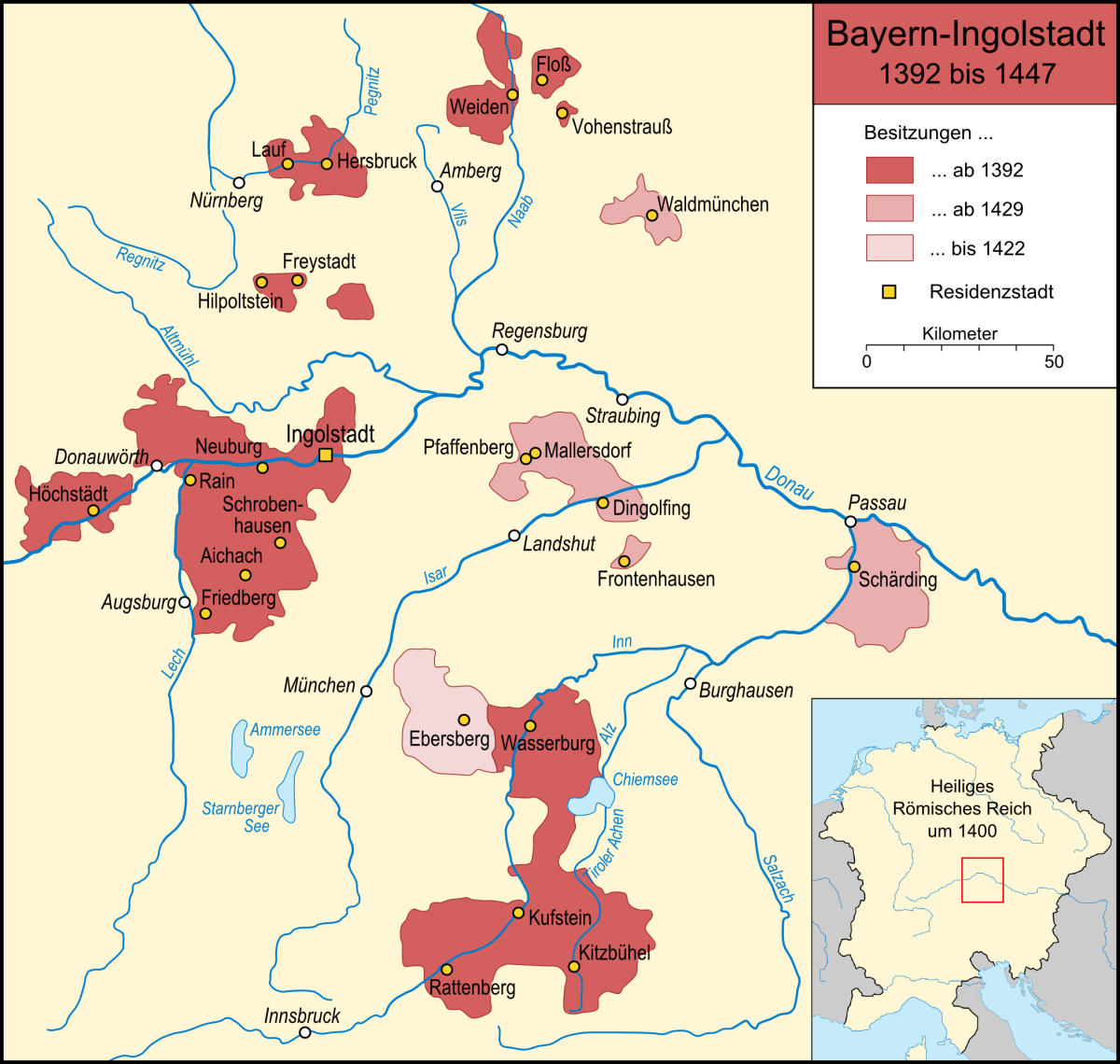
Das Teilherzogtum Bayern-Ingolstadt (1392–1447)

## Mitregent
Ludwig VIII. wurde unterdessen mit zunehmendem Alter immer mehr in die Regierungsgeschäfte eingebunden. So erhielt er 1416 den Titel eines Grafen von Graisbach und vertrat seinen Vater in den 1420er Jahren, wenn dieser außer Landes weilte. In den für seinen Vater wenig glücklichen Kämpfen des Bayerischen Krieges in den Jahren 1420–22 stand er an dessen Seite und erreichte durch seine persönlichen Vermittlungsbemühungen, dass sein Vater aus der über ihn verhängten Acht entlassen wurde. Auch die Erbauseinandersetzungen um das Straubinger Ländchen nach dem Ende der Straubinger Linie der Wittelsbacher verliefen für die Ingolstädter Linie wenig zufriedenstellend, die nach dem Preßburger Schiedsspruch 1429 mit einem Viertel des Erbes vorliebnehmen musste. Ludwig schloss jedoch 1439 eine Erbeinigung mit den Münchner Vettern, die aber 1445/47 nicht wirksam wurde.

## Rebellion gegen den Vater
Das einvernehmliche Verhältnis zwischen Vater und Sohn trübte sich Ende der 1430er Jahre. Anlass hierfür waren zum einen Meinungsverschiedenheiten in Bezug auf einen allgemeinen Landfrieden (den der Sohn im Gegensatz zum Vater befürwortete), vor allem aber die Förderung des illegitimen Halbbruders Ludwigs VIII., Wieland von Freyberg, durch den Vater. Zum Bruch kam es, als Ludwig d. Bärtige 1438 seinen Sohn Ludwig zwecks Wiederaufnahme eines Prozesses gegen Heinrich von Landshut nach Basel zum Konzil schickte, um währenddessen die Heirat Wielands mit einer Gräfin von Wertheim vorzubereiten und ihm dabei den gesamten Barschatz und den Großteil der Kleinodien des Herzogtums als Heiratsgut zu verschreiben. Der sich zurückgesetzt fühlende rechtmäßige Sohn erhob sich daraufhin 1438 gegen den Vater und verbündete sich nicht nur mit Albrecht III. von Bayern-München, sondern 1443 trotz des zwischenzeitlichen Todes Wielands gar mit Heinrich XVI., der seinen Vater in Konstanz hatte umbringen wollen. Der Eichstätter Fürstbischof Albrecht II. von Hohenrechberg, vom König beauftragt, versuchte zuvor zu vermitteln, auch mehrere Reisen des Rates Sixt Riederer an den Hof König Friedrichs III. waren ohne bleibende Erfolge. Während sich der jüngere Ludwig einiger Städte des Herzogtums bemächtigte, verschanzte sich der Vater in Neuburg an der Donau, entzog seinem Sohn Schätze, indem er sie seiner religiösen Stiftung in Ingolstadt zukommen ließ, und beschritt ansonsten den Rechtsweg beim König. Aber auch der Sohn musste zur Bestreitung der Kriegskosten und zur Aufrechterhaltung seines Hofes eigene und väterliche Besitzungen sowie Kleinodien verpfänden und sein französisches Erbe, die Teilgrafschaft Basse-Marche, 1443 an Bernard VIII. d’Armagnac in Pfandkauf geben. 

## Alleinregierung in Ingolstadt
Der Konflikt führte dazu, dass Ludwig VIII. seinen Vater schließlich am 4. Oktober 1443 nach erfolgreicher Belagerung in Neuburg an der Donau gefangen nahm. Dadurch wurde Ludwig VIII. selbst zum Herzog von Bayern-Ingolstadt. Beim nächsten Reichstag in Nürnberg im Herbst 1444 konnte Ludwig König Friedrich mit dem Versprechen, ihn gegen seine aufsässige Tiroler Landschaft zu unterstützen, trotz seines Friedbruchs gegen den Vater versöhnen. Dass er dabei königlicher Rat wurde und wenig später in den Mergentheimer Fürstenbund des Kurfürsten von Mainz Aufnahme fand, durchbrach die jahrzehntelange Isolation, in die Bayern-Ingolstadt durch die unnachgiebige Politik Ludwigs VII. geraten war. Bald darauf verstarb der neue Herzog im April 1445 jedoch erst 41-jährig, zwei Jahre vor seinem gefangengenommenen Vater. Dieser wurde nun erst an Ludwigs Schwager und dann 1446 an den Landshuter Herzog Heinrich überstellt, wodurch er als Erbe des Sohnes weiter in Gefangenschaft verblieb. 
Ludwig VIII. war seit 1441 verheiratet mit Margarethe, der Tochter des Hohenzollern-Kurfürsten Friedrich I. von Brandenburg. Durch diese Ehe gelangte Ludwig wieder in den Besitz der Gebiete, die er und sein Vater im Bayerischen Krieg 1420–1422 an Kurfürst Friedrich I. von Brandenburg verloren hatten. Er hatte aber mit ihr keine überlebenden Kinder, sodass Bayern-Ingolstadt wieder durch Amtsleute seines gefangenen Vaters regiert wurde und nach dessen Tode 1447 fast ganz an Bayern-Landshut fiel. Der Münchner Herzog konnte sich trotz eines Vertrages mit dem jüngeren Ludwig dann 1450 nur kleine Teile des Erbes sichern.

## Stammbaum
| Stephan II. von Bayern | Stephan II. von Bayern | Stephan II. von Bayern | Stephan II. von Bayern | Stephan II. von Bayern             | Stephan II. von Bayern             |                                    |                                    | Elisabeth von Sizilien             | Elisabeth von Sizilien             | Elisabeth von Sizilien | Elisabeth von Sizilien | Elisabeth von Sizilien            | Elisabeth von Sizilien            |                                   |                                   | Bernabò Visconti                  | Bernabò Visconti                  | Bernabò Visconti | Bernabò Visconti | Bernabò Visconti | Bernabò Visconti |                 |                 | Beatrice della Scala | Beatrice della Scala | Beatrice della Scala | Beatrice della Scala | Beatrice della Scala               | Beatrice della Scala |  |  | Jacques de Bourbon | Jacques de Bourbon | Jacques de Bourbon | Jacques de Bourbon | Jacques de Bourbon | Jacques de Bourbon |                 |                 | Jeanne de Châtillon | Jeanne de Châtillon | Jeanne de Châtillon | Jeanne de Châtillon | Jeanne de Châtillon | Jeanne de Châtillon |                 |                 | Jean VI. de Vendôme | Jean VI. de Vendôme | Jean VI. de Vendôme | Jean VI. de Vendôme | Jean VI. de Vendôme  | Jean VI. de Vendôme  |                      |                      | Jeanne de Ponthieu   | Jeanne de Ponthieu   | Jeanne de Ponthieu | Jeanne de Ponthieu | Jeanne de Ponthieu | Jeanne de Ponthieu |
| Stephan II. von Bayern | Stephan II. von Bayern | Stephan II. von Bayern | Stephan II. von Bayern | Stephan II. von Bayern             | Stephan II. von Bayern             |                                    |                                    | Elisabeth von Sizilien             | Elisabeth von Sizilien             | Elisabeth von Sizilien | Elisabeth von Sizilien | Elisabeth von Sizilien            | Elisabeth von Sizilien            |                                   |                                   | Bernabò Visconti                  | Bernabò Visconti                  | Bernabò Visconti | Bernabò Visconti | Bernabò Visconti | Bernabò Visconti |                 |                 | Beatrice della Scala | Beatrice della Scala | Beatrice della Scala | Beatrice della Scala | Beatrice della Scala               | Beatrice della Scala |  |  | Jacques de Bourbon | Jacques de Bourbon | Jacques de Bourbon | Jacques de Bourbon | Jacques de Bourbon | Jacques de Bourbon |                 |                 | Jeanne de Châtillon | Jeanne de Châtillon | Jeanne de Châtillon | Jeanne de Châtillon | Jeanne de Châtillon | Jeanne de Châtillon |                 |                 | Jean VI. de Vendôme | Jean VI. de Vendôme | Jean VI. de Vendôme | Jean VI. de Vendôme | Jean VI. de Vendôme  | Jean VI. de Vendôme  |                      |                      | Jeanne de Ponthieu   | Jeanne de Ponthieu   | Jeanne de Ponthieu | Jeanne de Ponthieu | Jeanne de Ponthieu | Jeanne de Ponthieu |
|                        |                        |                        |                        |                                    |                                    |                                    |                                    |                                    |                                    |                        |                        |                                   |                                   |                                   |                                   |                                   |                                   |                  |                  |                  |                  |                 |                 |                      |                      |                      |                      |                                    |                      |  |  |                    |                    |                    |                    |                    |                    |                 |                 |                     |                     |                     |                     |                     |                     |                 |                 |                     |                     |                     |                     |                      |                      |                      |                      |                      |                      |                    |                    |                    |                    |
|                        |                        |                        |                        | Stephan III. von Bayern-Ingolstadt | Stephan III. von Bayern-Ingolstadt | Stephan III. von Bayern-Ingolstadt | Stephan III. von Bayern-Ingolstadt | Stephan III. von Bayern-Ingolstadt | Stephan III. von Bayern-Ingolstadt |                        |                        |                                   |                                   |                                   |                                   |                                   |                                   |                  |                  | Taddea Visconti  | Taddea Visconti  | Taddea Visconti | Taddea Visconti | Taddea Visconti      | Taddea Visconti      |                      |                      |                                    |                      |  |  |                    |                    |                    |                    | Jean de Bourbon    | Jean de Bourbon    | Jean de Bourbon | Jean de Bourbon | Jean de Bourbon     | Jean de Bourbon     |                     |                     |                     |                     |                 |                 |                     |                     |                     |                     | Catherine de Vendôme | Catherine de Vendôme | Catherine de Vendôme | Catherine de Vendôme | Catherine de Vendôme | Catherine de Vendôme |                    |                    |                    |                    |
|                        |                        |                        |                        | Stephan III. von Bayern-Ingolstadt | Stephan III. von Bayern-Ingolstadt | Stephan III. von Bayern-Ingolstadt | Stephan III. von Bayern-Ingolstadt | Stephan III. von Bayern-Ingolstadt | Stephan III. von Bayern-Ingolstadt |                        |                        |                                   |                                   |                                   |                                   |                                   |                                   |                  |                  | Taddea Visconti  | Taddea Visconti  | Taddea Visconti | Taddea Visconti | Taddea Visconti      | Taddea Visconti      |                      |                      |                                    |                      |  |  |                    |                    |                    |                    | Jean de Bourbon    | Jean de Bourbon    | Jean de Bourbon | Jean de Bourbon | Jean de Bourbon     | Jean de Bourbon     |                     |                     |                     |                     |                 |                 |                     |                     |                     |                     | Catherine de Vendôme | Catherine de Vendôme | Catherine de Vendôme | Catherine de Vendôme | Catherine de Vendôme | Catherine de Vendôme |                    |                    |                    |                    |
|                        |                        |                        |                        |                                    |                                    |                                    |                                    |                                    |                                    |                        |                        |                                   |                                   |                                   |                                   |                                   |                                   |                  |                  |                  |                  |                 |                 |                      |                      |                      |                      |                                    |                      |  |  |                    |                    |                    |                    |                    |                    |                 |                 |                     |                     |                     |                     |                     |                     |                 |                 |                     |                     |                     |                     |                      |                      |                      |                      |                      |                      |                    |                    |                    |                    |
|                        |                        |                        |                        |                                    |                                    |                                    |                                    |                                    |                                    |                        |                        | Ludwig VII. von Bayern-Ingolstadt | Ludwig VII. von Bayern-Ingolstadt | Ludwig VII. von Bayern-Ingolstadt | Ludwig VII. von Bayern-Ingolstadt | Ludwig VII. von Bayern-Ingolstadt | Ludwig VII. von Bayern-Ingolstadt |                  |                  |                  |                  |                 |                 |                      |                      |                      |                      |                                    |                      |  |  |                    |                    |                    |                    |                    |                    |                 |                 |                     |                     |                     |                     | Anne de Bourbon     | Anne de Bourbon     | Anne de Bourbon | Anne de Bourbon | Anne de Bourbon     | Anne de Bourbon     |                     |                     |                      |                      |                      |                      |                      |                      |                    |                    |                    |                    |
|                        |                        |                        |                        |                                    |                                    |                                    |                                    |                                    |                                    |                        |                        | Ludwig VII. von Bayern-Ingolstadt | Ludwig VII. von Bayern-Ingolstadt | Ludwig VII. von Bayern-Ingolstadt | Ludwig VII. von Bayern-Ingolstadt | Ludwig VII. von Bayern-Ingolstadt | Ludwig VII. von Bayern-Ingolstadt |                  |                  |                  |                  |                 |                 |                      |                      |                      |                      |                                    |                      |  |  |                    |                    |                    |                    |                    |                    |                 |                 |                     |                     |                     |                     | Anne de Bourbon     | Anne de Bourbon     | Anne de Bourbon | Anne de Bourbon | Anne de Bourbon     | Anne de Bourbon     |                     |                     |                      |                      |                      |                      |                      |                      |                    |                    |                    |                    |
|                        |                        |                        |                        |                                    |                                    |                                    |                                    |                                    |                                    |                        |                        |                                   |                                   |                                   |                                   |                                   |                                   |                  |                  |                  |                  |                 |                 |                      |                      |                      |                      |                                    |                      |  |  |                    |                    |                    |                    |                    |                    |                 |                 |                     |                     |                     |                     |                     |                     |                 |                 |                     |                     |                     |                     |                      |                      |                      |                      |                      |                      |                    |                    |                    |                    |
|                        |                        |                        |                        |                                    |                                    |                                    |                                    |                                    |                                    |                        |                        |                                   |                                   |                                   |                                   |                                   |                                   |                  |                  |                  |                  |                 |                 |                      |                      |                      |                      | Ludwig VIII. von Bayern-Ingolstadt |                      |  |  |                    |                    |                    |                    |                    |                    |                 |                 |                     |                     |                     |                     |                     |                     |                 |                 |                     |                     |                     |                     |                      |                      |                      |                      |                      |                      |                    |                    |                    |                    |